# هندرسون (نوادا)
هندرسون (به انگلیسی: Henderson) شهری در نزدیکی لاس وگاس و در جنوب ایالت نوادا در آمریکا است.

## نگارخانه

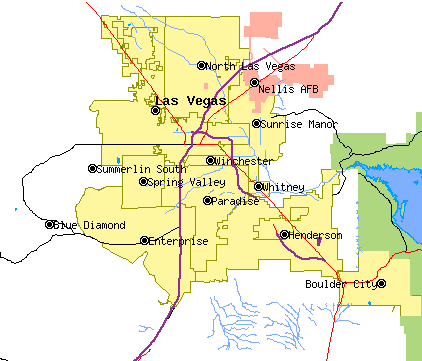
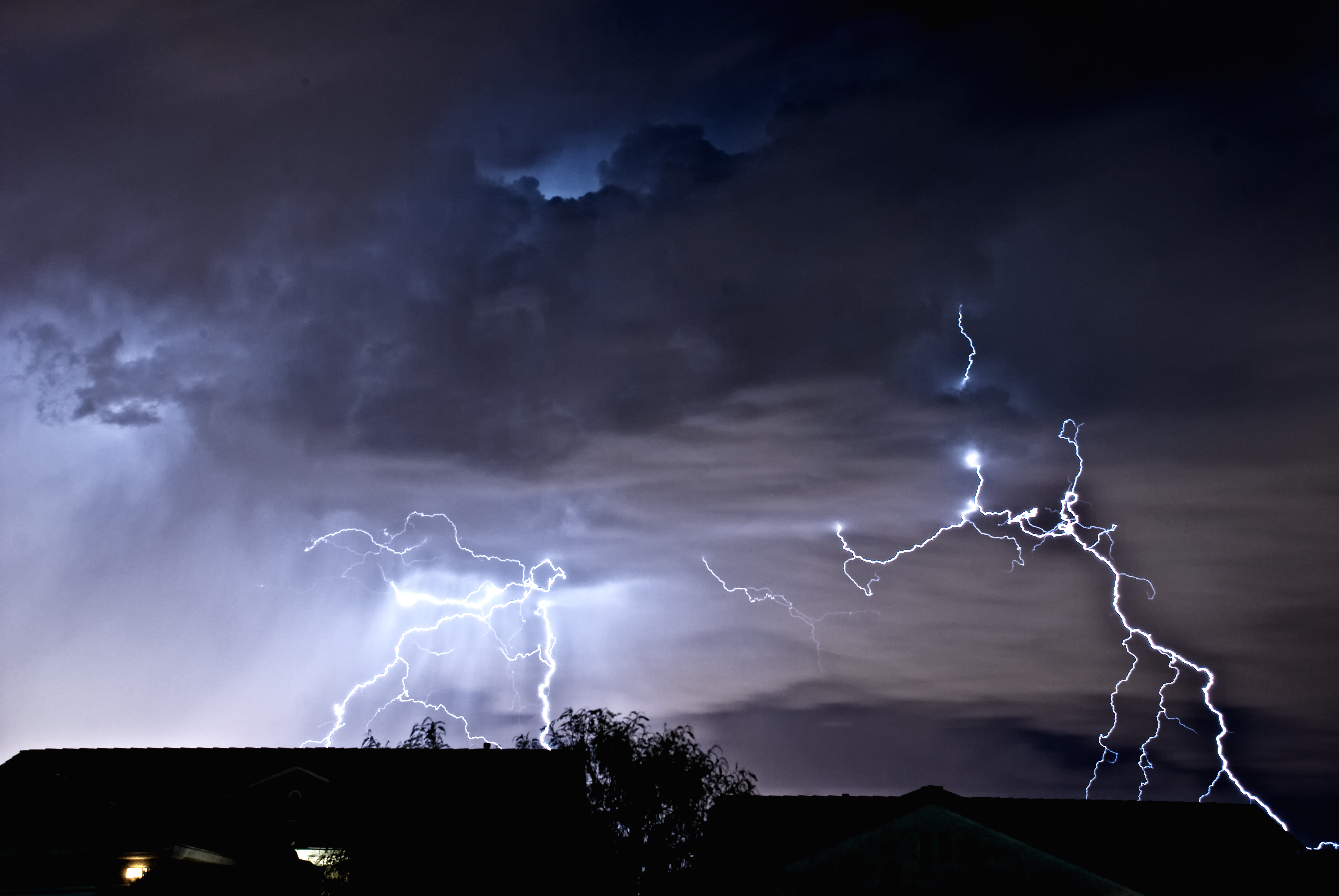